# Robert Gryczyński
Robert Gryczyński (ur. 10 sierpnia 1958 w Dusznikach Wielkopolskich) – polski kierowca rajdowy, mistrz Polski z 1998 roku.

## Życiorys
Starty w rajdach rozpoczął w 1981 roku Polskim Fiatem 126p. W 1986 roku rozpoczął starty Polonezem. W latach 1994–1995 startował Fordem Sierrą RS Cosworth i w tych latach zdobywał ósme miejsce w mistrzostwach Polski. Jednocześnie w 1995 roku rozpoczął starty Toyotą Celiką i wygrał tym samochodem Rajd Wisły. Od 1996 roku jego pilotem był Tadeusz Burkacki. W 1996 roku załoga Gryczyński/Burkacki zajęła trzecie miejsce w mistrzostwach Polski, a rok później – po zwycięstwach w Rajdzie Wisły i Rajdzie Karkonoskim – drugie. Od 1998 roku startował Toyotą Corollą WRC. W sezonie 1998 wygrał Rajd Zimowy i Rajd Kormoran, w sumie zdobył siedem podiów i został mistrzem kraju. W roku 1999 został zwycięzcą Rajdu Polski i Rajdu Warszawskiego, ale nie ukończył trzech rajdów i zajął piąte miejsce w klasyfikacji końcowej. W 2000 roku podczas Rajdu Krakowskiego miał groźny wypadek, po którym zakończył karierę rajdową.
Ukończył studia na Wydziale Transportu Politechniki Śląskiej. Mieszka w Katowicach. Ma żonę i córkę.